# Microsoft Windows NT 3.1
Windows NT 3.1 er den første version i Windows NT famillien. Systemet blev udgivet den 27. juli 1993.
Versionsnummeret 3.1 blev givet, da Windows NT 3.1 udenpå lignede Windows 3.1
Windows NT 3.1 fandtes i 2 versioner, Windows NT, og Windows NT Advanced Server.

## Systemkrav
Windows NT blev ikke nogen stor succes før version 4.0. En af grundene kan være de dengang høje systemkrav.
- 25MHz 386 DX Processor
- 12 MB RAM
- 75 MB fri harddiskplads
- CD-ROM drev og/eller 3,5" diskettedrev

| Software | Spire Denne artikel om software og programmering er en spire som bør udbygges. Du er velkommen til at hjælpe Wikipedia ved at udvide den. |